# Dorotea de Dinamarca (duquesa de Prusia)
Dorotea de Dinamarca (Schleswig, 1 de agosto de 1504-Königsberg, 11 de abril de 1547) fue una princesa de Dinamarca por nacimiento, y duquesa de Prusia por matrimonio. Era hija del rey Federico I de Dinamarca y de Ana de Brandeburgo, y estuvo casada con el duque Alberto I de Prusia.

## Biografía
Después de la adhesión de su padre al trono en 1523, se sugirió un matrimonio con el demandante al trono inglés, el duque Ricardo de Suffolk, que fue apoyado por el rey Francisco I de Francia, pero sin éxito. En 1525, recibió una propuesta de la recién electo duque de Prusia. El matrimonio fue arreglado por el canciller de su padre, el alemán Wolfgang von Utenhof, y se llevó a cabo el 12 de febrero de 1526; Dorotea llegó con un gran séquito a Königsberg en junio. Dorotea tenía una muy buena relación con Alberto y esto contribuyó a una buena y activa conexión entre Dinamarca y Prusia, que continuó durante el reinado de su hermano y hasta su muerte. Dorotea y su esposo se enviaban correspondencia con su hermano, el rey de Dinamarca, y actuaban como sus asesores políticos. Dorotea y Alberto estuvieron presentes en la coronación de Cristián III de Dinamarca en Copenhague en 1537, y también actuaron como padres adoptivos de su sobrino, el duque Juan II de Schleswig-Holstein-Sonderburg. La Catedral de Königsberg tiene un monumento a ella.

## Matrimonio e hijos
Dorotea y Alberto, tuvieron seis hijos;
- Ana Sofía (1527-1591).
- Catalina (n y m. 1528).
- Federico Alberto (1529-1530).
- Lucía Dorotea (1531-1532).
- Lucía (1537-1539).
- Alberto (1539-1539).